# Narsarmijit
Narsarmijit (o Narsamiit o Narsaq Kujalleq o Frederiksdal) è un piccolo villaggio della Groenlandia di 125 abitanti (2005). Si trova su un'isola ad appena 50 km da Capo Farvel, la punta meridionale della Groenlandia. Fu fondato nel 1824 da una missione della Moravia che gli diede il nome di Frederiksdal in onore del re danese Federico VI.